# Прошак Іван Лук’янович
Прошак Іван Лук’янович (2 червня 1922, село Хом'яківка, Тлумацький повіт, Польська Республіка — 14 січня 1999, Коломия, Івано-Франківська область, Україна) — український військово-політичний та громадський діяч, член ОУН, пропагандист куща №4 (Хом'яківка) району Тисмениця ОУН з грудня 1944 по березень 1945 року.

## Життєпис

### Ранні роки
Народився Іван Прошак 2 червня 1922 року в селі Хом'яківка в родині голови місцевої читальні товариства «Просвіта» Лук'яна Прошака та Анастасії Прошак. Батько загинув у таборах Красноярського краю у 1946 році, матір замордували в Тисменицькому районному відділі НКВС у 1946 році.
Навчався у загальній чотирикласній школі. У 1934 році разом із школярами відвідав Коломию, де зустрівся з письменником Андрієм Чайковським. У 1938 році вступив до Організації Українських Націоналістів.
Із настанням радянської окупації у 1939—1940 роках працював бухгалтером у колгоспі. У 1941 році його відправили в німецькі концтабори, там видобував вугілля біля міста Дортмунд, де і пробув до 1943 року.

### Діяльність в УПА та ОУН
У 1943 році вступив до Української Повстанської Армії. Згідно зі свідчень Дмитра Гриньківа, у серпні 1943 року взяв участь у бою в селі Заріччя на Надвірнянщині з німецькими та угорськими військовими, де загинуло 60 нацистів. Також відзначився Іван Прошак у боях в Олеші в Братовому лісі (24 вересня 1944 року), Перегінську, Татарові та Порогах. Під час перебування в службі був знайомим із командиром куреня «Дзвони» Петром Мельником, командиром куреня «Бескид» Лукою Гринішаком, командиром куреня УПА «Сивуля» Василем Яськівим, командиром куреня «Довбуш» ТВ-22 «Чорний ліс» Іваном Ґонтою та іншими відомими діячами ОУН та УПА. У липні 1944 року вступив у підрозділ УПА сотенного «Галузи», де він пробув близько місяця. У грудні того ж року переведений до структури ОУН на посаду пропагандиста куща №4 (Хом'яківка) району Тисмениця ОУН під псевдом Олег.
У лютому 1945 року, під час оточення села Пшеничники військами НКВС під час виконання завдання, Іван Прошак зміг переховатися в таємному бункері біля хати Ганни Касюк-Яцури, унаслідок чого зміг уникнути ув'язнення.

### Арешт та репресії
15 березня 1945 року у збройній сутичці членів ОУН з внутрішніми військами НКВС у Хом'яківці, де загинуло 20 повстанців разом з Марією Капечук і її п'ятирічною донечкою Галинкою, Прошак отримав поранення і потрапив у руки НКВС разом із Григорієм Баленюком. 21 березня був уперше допитаний. Впродовж березня-вересня 1945 року жодних слідчих дій не проводилося. 12 вересня був удруге допитаний вже у якості обвинуваченого. 16 жовтня 1945 року рішенням військового трибуналу НКВС у Станіславській області Прошак засуджений на 20 років виправних трудових таборів та 5 років обмеження в правах із конфіскацією майна. У січні 1946 року прибув етапом до трудового табору у Воркуті.
Спочатку перебував у шахтах «Воркутауголь», однак, через травми, його вивели на поверхню. З 13 квітня 1949 року по 1953 рік працював у 6-му таборовому відділі бухгалтером розрахункового відділу, де активно виступав проти радянської влади. З 1953 по 18 лютого 1955 року був контрольним десятником трудового табору. 28 січня 1955 року Військовим трибуналом Прикарпатського військового округу було скорочено строк покарання з 20 на 10 років трудових таборів. 12 лютого 1956 року був звільнений, після чого був доправлений у спецкомендатуру No. 18 на спецпоселення. Водночас, здійснив одну
з перших поїздок до України, у село Молодятин, на батьківщину своєї дружини Марії Кушнірчук. 18 квітня 1957 року через відсутність доказів та свідків був реабілітований рішенням Військовою колегією Верховного суду СРСР.

### Життя в СРСР та незалежній Україні
Далі Іван Лук’янович навчався спочатку в гірничному технікумі, а згодом – у Воркутській філії Ленінградського гірничного інституту імені Плеханова, де отримав освіту інженера-економіста. Був обраний у часи «відлиги» Хрущова головою профспілки в шахті через захист прав політв’язнів з боку Івана Лук’яновича. Працював потім диспетчером комбінату «Воркутауголь». У грудні 1977 року разом зі всією родиною переїхав до Коломиї. Однак, повернувся на батьківщину з інфарктом міокарда, поламаними ногами, мексідемою щитовидної залози як наслідок перебування у таборах.
Починаючи з 1990 року, почав оприлюднювати в місцевій та обласній пресі критичні статті на політичні, релігійні теми.
Наприкінці 1990-х років почав тяжко хворіти: у березні 1998 року сталася сильна кровотеча та втрата свідомості, унаслідок чого 20 днів перебував у комі.
Помер 14 січня 1999 року в Коломиї внаслідок довготривалої хвороби. Висловили співчуття провід Коломийської станиці Братства вояків ОУН-УПА та редакція газети «Вісник Коломиї».

## Громадсько-політична діяльність
У 1990-х роках був активним учасником всеукраїнських та міжнародних з'їздів політичних репресованих: у 1990 році взяв участь у Всесвітніх зборах політв’язнів усіх країн у Києві, у 1991 році – у І Всесвітньому Конгресі українських політичних в'язнів, у 1993 році – у ІІ Всесвітньому конгресі українських політичних в’язнів (Київ), у 1995 році – у Міжнародному конгресі політичних в’язнів комуністичних режимів у Києві, де виголошував свої промови про бездіяльність влади в захисті репресованих та політичних в’язнів, ветеранів УПА.
24 листопада 1990 року на Установчій конференції з нагоди початку діяльності Коломийської міськрайонної організації політичних в'язнів і репресованих Іван Прошак став членом ревізійної комісії разом із Михайлом Біланюком та Євгеном Малащуком. Повторно був обраний 5 грудня 1992 року.
У листопаді 1990 року назвав майбутнього першого Президента України Леоніда Кравчука, М. Потебенька та інших «вірними слугами московської імперії», тому закликав «гуртуватися навколо Руху, Української республіканської партії, СНУМу, відстоювати наші законні права і суверенність України».
У жовтні 1991 року узяв участь у Всеукраїнській звітній конференції політичних в'язнів у Києві як делегат із Прикарпаття від Коломийського міськрайонного осередку Спілки політв'язнів. У грудні, після Всеукраїнського референдуму звинуватив Михайла Горбачова та його команду в тому, що вони «почали нахабно провокувати нас, погрожуючи застосувати мілітарні сили і термоядерну зброю».
24 серпня 1992 року Іван Прошак був одним із головних доповідачів на урочистих зборах у Народному домі, присвячених Незалежності України та 50-річчя УПА. У жовтні 1992 року також був одним із головних гостей та доповідачів вечора-зустрічі «В'язні совісті». 25 жовтня 1992 року взяв участь у перепохованні воїна УПА Федора Кузенка в селі Рунгури із хати останнього в сільське кладовище.
У квітні 1993 року Іван Прошак засудив тодішню підготовку комуністів у Росії до перевороту та намагання прокомуністичних сил в Україні до дестабілізації країни.
У 1994 році став референтом кандидата в народні депутати ІІ скликання Євгена Пронюка. У грудні 1994 року, як член Товариства політичних в’язнів та репресованих, підтримав боротьбу чеченців за незалежність своєї країни від російської окупації.
У червні 1996 року підтримав створення Конституції України та подякував Президенту України Леоніду Кучмі та творцям за її створення.

## Відгуки сучасників
Василь Нагірний:
|  | Любив цей повен оптимізму, життєрадісний чоловік пестливі звороти. Його не залишала байдужим жодна політична подія в місті та державі. Ми не забудемо, як він завжди підтримував нас морально, а в складній кризовий ситуації агітував за наш часопис. |

Микола Васильчук: 
|  | На зламі 1980-х і 1990-х років, на своєрідному "вододілі" епох, яскраво виділялися люди, які не щойно прийшли до усвідомлення потреби щось міняти у суспільному житті, не переметнулися з одного табору в інший, а йшли до цього здавна — ще з передвоєнної і воєнної доби, простуючи у день нинішній через митарства Сибірами і роки цькувань на рідній землі. Їх немало було й серед моїх знайомих — Григорій Пришляк, Володимира Пригродська, Іван Прошак, Ігор Кічак, Іван Кейван, Іван Романюк... Попри те, що ці люди мали за плечима нелегке життя, мене вони вражали своєю енергією, яка, здавалося, була сильнішою, аніж енергія нас, молодих. |

Вісник Коломиї (1999 рік): 
|  | Ще одна людина пішла з цього світу. Прізвище її — Прошак, ім'я — Іван. Натерпілася по сталінських катівнях, намучилася...Життєлюбна, товариської вдачі була людина. Але правду, інколи непривабливу, могла і в очі сказати, й написати. Його цькували. (...) Прикро відчувати, що цей світ покидають такі добрі люди. Люди, які вміють навіть до ворогів своїх ставитися так, як учив Христос. |